# Acontia nubifera
Acontia nubifera es una especie  de Lepidoptera perteneciente a la familia Noctuidae. Se encuentra en Sudamérica, incluyendo Argentina.